# Али Тани Џума
Али Тани Џума (арап. عَلِيّ ثَانِي جُمْعَة; Шарџа, 18. август 1968) је емиратски фудбалер, који је играо као везни играч за фудбалску репрезентацију Уједињених Арапских Емирата и клуб Шарџу. Био је члан националног тима на Азијском купу у Катару 1988. године. Играо је на Светском првенству 1990. године у Италији и постигао гол против Југославије (пораз 1:4).
Oдиграо је 39 утакмица за државни тим, постигавши 6 голова. У каријери је наступао за фудбалски клуб Шарџа из града Шарџе (од 1987. до 1999).